# 埃吉爾

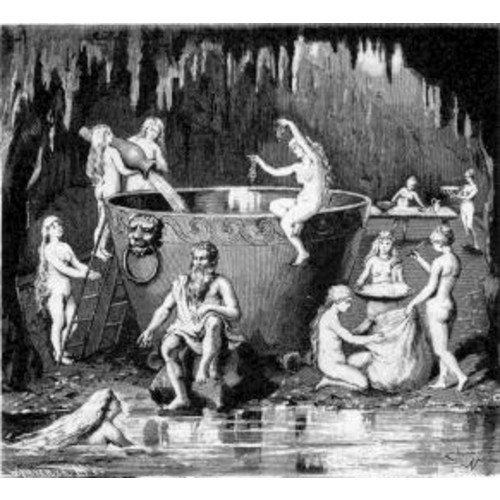
在北歐神話中，埃吉爾和他的九名女兒用大鍋釀啤酒

埃吉爾，亦稱阿戈爾，在北歐神話中，他是深海的海神，名字就是「水」的意思。他另外的名字有赫勒爾（海）及蓋密爾。
埃吉爾的父親是佛恩尤特， 兄弟是羅吉（Logi，火）和卡（風）。埃吉爾的妻子是瀾，他們的女兒就是九名海浪化身的女神，這九名女神的兒子就是海姆達爾。另外，埃吉爾還有兩名僕人：費瑪芬格（Fimafeng）和他的妻子埃爾迪爾。
他是古老的巨人族，和諸神敵對的霜巨人並不屬於相同的族群，是更加古老的神，可以說是古老自然力量的化身。他對諸神或巨人族都不支持也不反對，基本上是中立的存在。當「諸神的黃昏」發生之後，即使諸神和巨人都滅亡了，他也依然會存在。埃吉爾的形象是白髮和非常瘦長的爪。
和近海海神的華納神族不同，他沒有受到人民的愛戴，人們對他只是畏懼其力量的可怕。當出海的船隻翻覆之時，船上的寶物及貨物就會變成他的所有物，所以其住所充滿各式的珠寶與財富，甚至到了用黃金來照明的地步，因此黃金也被稱為「埃吉爾之火」（Aegir's fire）。傳說他的豪宅就位在中庭的西邊的雷色島（Hlesey），一個叫福雷斯耶的地方。諸神有時也會到他的住所聚會，有個故事就說到雷神索爾應埃吉爾的要求，從巨人那邊搶來巨大的鍋子供其釀酒，因此也有詩人稱埃吉爾為「啤酒的釀造者」。